# Abba Lerner
Abba Ptachya Lerner (ur. 28 października 1903 w Besarabii, zm. 27 października 1982 w Tallahassee) – amerykański ekonomista postkeynesowski.

## Życiorys
Urodził się w Besarabii, która była wówczas częścią Imperium Rosyjskiego, w rodzinie rosyjskich żydów. Jako dziecko wyemigrował z rodzicami do Londynu. W 1929 roku zaczął uczęszczać do London School of Economics, a w 1937 roku wyemigrował na stałe do Stanów Zjednoczonych. Wykładał tam na licznych uniwersytetach, między innymi na Columbia University, Johns Hopkins University, Michigan State University czy University of California, Berkeley.
W 1934 roku opublikował artykuł zatytułowany The Concept of Monopoly and the Measurement of Monopoly Power, w którym zdefiniował indeks pozwalający zmierzyć siłę rynkową monopolu. Obecnie nazywa się go powszechnie indeksem Lernera. W dziedzinie handlu międzynarodowego jest jednym ze współautorów warunku Marshalla-Lernera. Publikował również prace o tematyce finansów, opodatkowania czy cen czynników produkcji.
Pracował naukowo aż do śmierci w 1982 roku. W 1980 roku u szczytu kryzysu paliwowego opublikował artykuł, w którym zaproponował sposób na rozbicie kartelu państw producentów ropy naftowej OPEC. Argumentował w nim za wprowadzeniem podatku akcyzowego w wysokości 100% na różnicę pomiędzy historyczną i bieżącą ceną benzyny. Argumentował, że dzięki temu dwukrotnie wzrośnie cenowa elastyczność popytu, co osłabi kartel. Jego plan nigdy nie został wprowadzony w życie.

## Wybrane publikacje
- The Concept of Monopoly and the Measurement of Monopoly Power, Review of Economic Studies 1 (1934): 157-75.
- The Diagrammatical Representation of Demand Conditions in International Trade, Economica 1 (1934): 319-34.
- The Symmetry between Import and Export Taxes, Economica 3 (1936): 306-13.
- Functional Finance and the Federal Debt, Social Research 10 (1943): 38-51.
- The Economics of Control: Principles of Welfare Economics (1944).
- The Economics and Politics of Consumer Sovereignty, American Economic Review (1972): 258-66.
- OPEC–A Plan–If You Can’t Beat Them, Join Them, Atlantic Economic Journal (1980): 1-3.